# Ameiropsis longicornis
Ameiropsis longicornis is een eenoogkreeftjessoort uit de familie van de Ameiridae. De wetenschappelijke naam van de soort is voor het eerst geldig gepubliceerd in 1907 door Sars G.O..